# Wat Yannawa

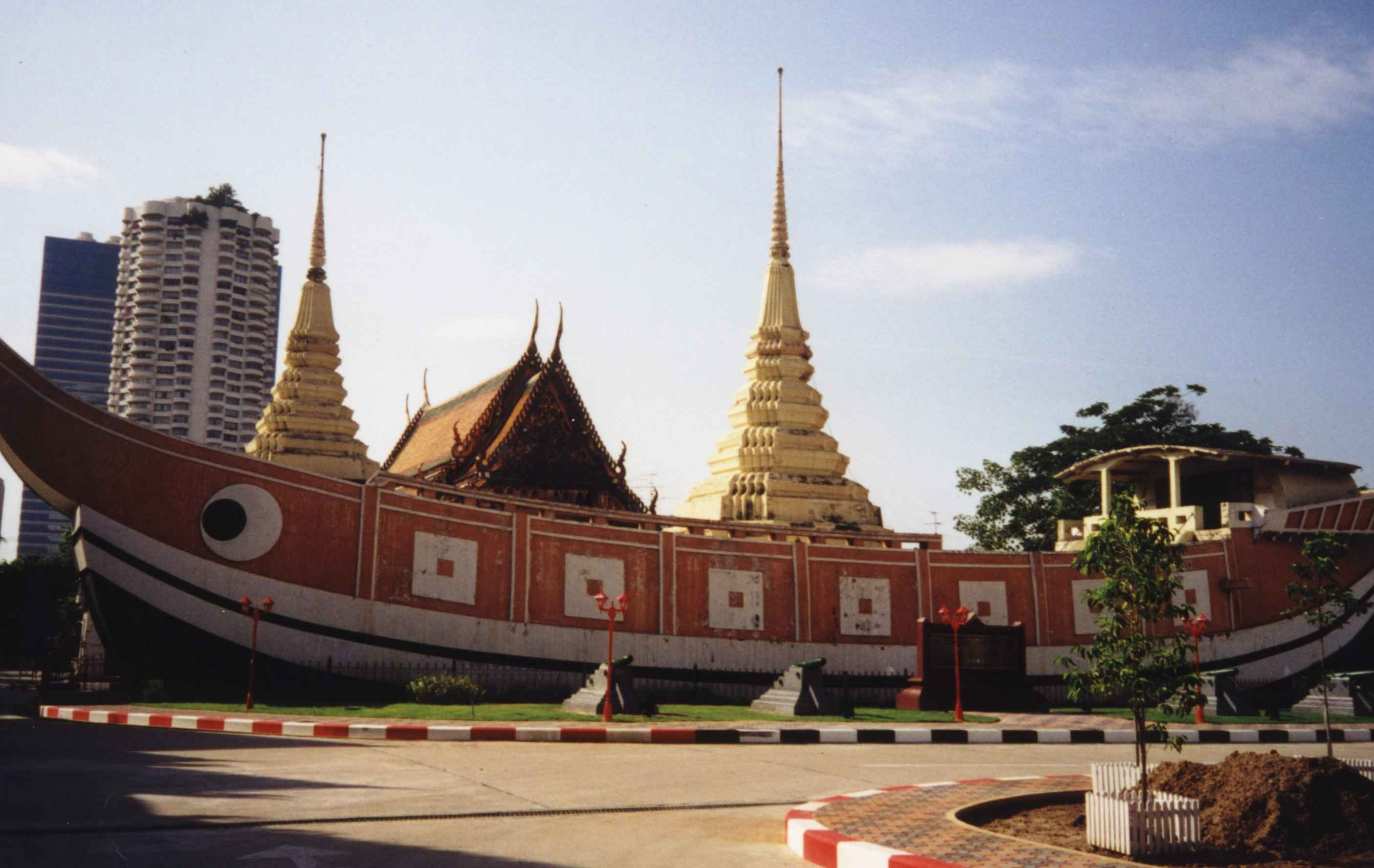

Wat Yannawa (Thai: ดวัยานนาวา, vrij vertaald Tempel van de blijvende schepen) is een boeddhistische tempel (wat) in Bangkok, de hoofdstad van Thailand. Het is een koninklijke tempel van de derde klasse. Wat Yannawa ligt net ten zuiden van de Taksinbrug in Sathorn, een van de vijftig districten van Bangkok. Ook ligt het niet ver verwijderd van de Bangkok Chinatown. Het is gelegen op loopafstand van een station van de Bangkok Skytrain.
De tempel werd gebouwd in de tijd van het Koninkrijk Ayutthaya, in dezelfde tijd als de bouw van Wat Kok Khwai. Tijdens het bewind van koning Taksin werd de tempel omgedoopt tot Wat Kok Krabue (วัด คอก กระบือ). De tempel, in de vorm van een Chinese jonk werd op bevel van koning Rama III in 1835 gebouwd. De 'romp' is gemaakt van beton.